# Església de la Santíssima Trinitat (Cases Altes)
L'església parroquial de la Santíssima Trinitat és un temple catòlic situat a la plaça Serafín Manzano, en el municipi de Cases Altes. És un Bé de Rellevància Local amb identificador nombre 46.09.087-001.

## Història
Es va edificar als segles xvii i XVIII, i és el resultat de l'agregació de diferents parts. Inicialment va ser una petita ermita edificada cap a 1615, data que figura en l'espadanya de la façana. Assolí la categoria de parròquia i és rectoria independent des del 12 de març de 1772. En la primitiva ermita se celebraven antigament els enterraments, inicialment en el mateix recinte i més tard en un cementiri annex al seu mur dret. En 1837 i a causa que l'edifici resultava insuficient per a les seues funcions, es va procedir a ampliar-ho afegint-li en la seua capçalera un altre cos, més alt i dotat d'una altra espadanya. Mig segle després es va edificar el campanar. Va ser restaurada cap a 1990. En 2003 es van restaurar les campanes, afegint-ne una d'una nova, restaurant els jous i mecanitzant el seu funcionament.

## Descripció
L'edifici presenta una estructura singular a causa de les diverses fases de la seua construcció. La façana correspon amb la de l'antiga ermita. Està construïda en maçoneria reforçada amb carreus, i en ella s'obre la porta d'accés. Aquesta porta es troba en una portada composta per dos brancals de carreus irregulars i un arc de mig punt. Sobre la porta hi ha una finestra rectangular i el frontó queda rematat per una espadanya amb dos clars que alberguen sengles campanes. L'espadanya acaba en una teuladeta a dues aigües. En un bloc de pedra d'aquesta espadanya figura la data 1615, així com la creu del bisbat de Sogorb, al qual van pertànyer primer l'ermita i després la parròquia, fins a 1953.
Després de la façana es troba el cos corresponent a l'antiga ermita. Està cobert per una teulada a dues aigües. El seu interior segueix el model de les esglésies medievals, amb una sola nau amb coberta de fusta a dues aigües, recolzada en arcs diafragmàtics i amb el cor als peus.
El cos afegit en 1837 a la capçalera de l'ermita és rectangular i de major grandària i gairebé el doble d'altura que el temple primitiu. Té teulada independent i el capcer del mur que separa la diferència d'altures es remata amb una altra espadanya, aquesta d'un sol buit. L'interior d'aquesta part de l'edifici correspon amb el presbiteri, que d'estil neoclàssic i cobert amb volta de canó amb llunetes.
La torre campanar de dos cossos, coberta per teulada a quatre aigües i situada en el costat esquerre. En el segon dels cossos es troben els buits de mig punt per a les campanes. Es va construir a la fi del segle xix i està adossada a la capçalera pel costat de l'Evangeli. Es comunica amb el temple per un recinte intermedi que serveix de sagristia.